# Hyalurga grandis
Hyalurga grandis är en fjärilsart som beskrevs av Druce 1911. Hyalurga grandis ingår i släktet Hyalurga och familjen björnspinnare. Inga underarter finns listade i Catalogue of Life.